# Lisa Ericson
Lisa Ericson, född 9 maj 1988 i Göteborg, är en svensk seglare. Hon representerade Sverige vid sommar-OS 2012 där hon slutade på 19:e plats i 470 tillsammans med Astrid Gabrielsson. Hon deltog också vid sommar-OS 2016 där hon slutade på 11:e plats i 49er tillsammans med Hanna Klinga.
Ericson vann tillsammans med Gabrielsson brons i 470 vid juniorvärldsmästerskapen 2008. Hon är barnbarnsbarn till seglaren Filip Ericsson.